# Paramount Network
Paramount Network, początkowo Spike TV – amerykańska stacja telewizyjna, należąca do korporacji medialnej MTV Networks. Do 2003 roku nosiła nazwę The Nashville Network, w skrócie TNN.
W jej ramówce znajdują się seriale telewizyjne (Kryminalne zagadki, Star Trek), reality shows i programy związane z wrestlingiem i MMA. Regularnie emituje gale Bellator Fighting Championships, dawniej zaś UFC.
Stacja miała dawniej plany startu kanału w Polsce, zapowiadano datę 2010 roku, jednak stacja nie poszerzyła swojego zasięgu na Polskę.